# Mount Tilley
Mount Tilley ist ein rund 1900 m hoher Berg mit abgeflachtem und schneebedecktem Gipfel im Osten der westantarktischen Alexander-I.-Insel. Er ragt 11 km südlich des Mount Tyrrell und 5 km landeinwärts des George-VI-Sunds auf.
Erste Luftaufnahmen vom Berg entstanden 1936 bei der British Graham Land Expedition unter der Leitung des australischen Polarforschers John Rymill. Der Falklands Islands Dependencies Survey nahm 1948 eine Vermessung vor. Namensgeber ist der britische Mineraloge und Petrologe Cecil Edgar Tilley (1894–1973) von der University of Cambridge.